# Above the Sky
Above the Sky är det svenska power metal-bandet Majesticas debutalbum. Det släpptes i juni 2019 på Nuclear Blast Records. Skivan gavs även ut i Japan och Sydkorea.
Då bandet inför inspelningen inte hade någon fast trummis rekryterades Uli Kusch (ex-Helloween, ex-Gamma Ray, ex-Masterplan) för studioarbetet. Sångaren och gitarristen Tommy Johansson producerade skivan tillsammans med Ronny Milianowicz (ShadowQuest, ex-Dionysus, ex-Saint Deamon). Chris Rörland (Sabaton) designade skivomslaget.
Musikvideor spelades in till låtarna "Above the Sky" och "Rising Tide".

## Låtlista
1. "Above the Sky" – 5:51
2. "Rising Tide" – 5:29
3. "The Rat Pack" – 4:06
4. "Mötley True" – 8:18
5. "The Way to Redemption" – 5:27
6. "Night Call Girl" – 4:43
7. "Future Land" – 5:47
8. "The Legend" – 4:07
9. "Father Time" – 4:25
10. "Alliance Forever" – 7:25
11. "Future Land (2002)" – 6:27
12. "Spaceballs" (The Spinners-cover) – 2:54

## Medverkande
Musiker
- Tommy Johansson – sång, gitarr, keyboard
- Chris David – basgitarr, sång
- Alex Oriz – gitarr, sång

Bidragande musiker
- Uli Kusch – trummor

Produktion
- Tommy Johansson – producent
- Ronny Milianowicz – producent, studiotekniker, mixning
- Tony Lindgren – mastering
- Alex Oriz – studiotekniker
- Chris Rörland – omslagskonst
- Pavel Koubek – fotografi